# Zakerana syhadrensis
Espèce
Synonymes
- Rana limnocharis syhadrensis Annandale, 1919
- Fejervarya syhadrensis (Annandale, 1919)

Statut de conservation UICN

 LC  : Préoccupation mineure
Zakerana syhadrensis est une espèce d'amphibiens de la famille des Dicroglossidae.

## Répartition
Cette espèce se rencontre en dessous de 2 000 m d'altitude :
- au Bangladesh ;
- en Inde ;
- dans le sud du Népal ;
- au Sri Lanka ;
- dans l'est du Pakistan.

Sa présence est incertaine en Birmanie.

## Description
Zakerana syhadrensis mesure jusqu'à 35 mm. Son dos est gris avec des taches noires, parfois rougeâtres, et souvent une fine ligne longitudinale pâle. Sa face ventrale est blanche. Les mâles ont la gorge noire.

## Étymologie
Son nom d'espèce, composé de syhadr et du suffixe latin -ensis, « qui vit dans, qui habite », lui a été donné en référence au lieu de sa découverte, Syhadr.

## Publication originale
- Annandale, 1919 : The Fauna of Certain Small Streams in the Bombay Presidency. Records of the Indian Museum Calcutta, vol. 16, p. 109-234 (texte intégral).